# Bassano Bresciano
Bassano Bresciano ist eine norditalienische Gemeinde (comune) mit 2319 Einwohnern (Stand 31. Dezember 2023) in der Provinz Brescia in der Lombardei. Die Gemeinde liegt etwa 24 Kilometer südsüdwestlich von Brescia.

## Verkehr
Durch die Gemeinde führen die Autostrada A21 von Brescia nach Turin und die Strada Statale 45 bis Gardesana Occidentale von Cremona nach Trient.

## Astronomie
Im Gemeindegebiet befindet sich das Osservatorio Bassano Bresciano, eine kleine Sternwarte. In Anerkennung dessen wurde ein Asteroid nach dem Ort benannt: (6460) Bassano.